# Scutagium
Scutage, o scutagium, era il termine che si usava nel medioevo per definire l'ammontare che era necessario per equipaggiare e mantenere il soldato o i soldati che il feudo doveva mettere a disposizione del suo re. Chi non forniva i militari al re doveva in cambio pagare lo Scutagium.